# Manuel da Fonseca e Castro
Pour les articles homonymes, voir Fonseca et Castro.
Manuel da Fonseca e Castro est un footballeur portugais né le 5 janvier 1906 à Santo Tirso et mort à une date inconnue. Il évoluait au poste d'ailier gauche.

## Biographie

### En club
Il joue notamment dans le club de l'Académico FC à Porto,.
C'est l'un des premiers joueurs de la ville de Porto à être sélectionné en équipe du Portugal.

### En équipe nationale
International portugais, il reçoit trois sélections en équipe du Portugal entre 1925 et 1926 toutes dans le cadre d'amicaux.
Le 18 juin 1925, il joue son premier match en sélection contre l'Italie (victoire 1-0 à Lisbonne).
Le 24 janvier 1926, il dispute une rencontre contre la Tchécoslovaquie amateurs (match nul 1-1 à Porto).
Son dernier match est disputé le 18 avril 1926 contre la France (défaite 2-4 à Toulouse).